# Латипов Едуард Ратмілевич
Едуард Ратмілевич Латипов — російський біатлоніст, олімпійський медаліст, призер чемпіонату світу. 
Бронзову медаль чемпіонату світу Латипов виборов у складі естафетної збірної Російського біатлонного союзу на світовій першості 2021 року, що проходила в словенській Поклюці.

## Результати
За даними Міжнародного союзу біатлоністів.

### Олімпійські ігри
| Ігри       | Інд. гонка | Спринт | Персьют | Масстарт | Естафета | Змішана естафета |
| ---------- | ---------- | ------ | ------- | -------- | -------- | ---------------- |
| Пекін 2022 | 11         | 11     | Бронза  | —        | Бронза   | Бронза           |

### Чемпіонати світу
| Чемпіонат        | Інд. гонка | Спринт | Персьют | Масстарт | Естафета | Змішана естафета | Одиночна змішана естафета |
| ---------------- | ---------- | ------ | ------- | -------- | -------- | ---------------- | ------------------------- |
| Антерсельва 2020 | 43         | —      | —       | —        | —        | —                | —                         |
| Поклюка 2021     | —          | 10     | 7       | 14       | Бронза   | 9                | 11                        |

*В олімпійські сезони змагання проводяться тільки з дисциплін, що не входять в програму Ігор.
**Одиночна змішана естафета з'явилася на чемпіонаті 2019 року.